# تفجير الحلة 2007
في 6 مارس عام 2007 فجر شخصين نفسيهما عن طريق الحزام الناسف في تجمع بمدينة الحلة الواقعة جنوب مدينة بغداد أدى إلى مقتل مايقارب 200 قتيل واصابة أكثر 250 أخرين جميعهم من المسلمين الشيعة أثناء الأحتفالية الدينية في محافظة بابل.
في إحصائية اخرى قدر عدد القتلى بحوالي 117 أو 137 قتيلاً و 310 مصاب

## مقالات أخرى
- قائمة للحوادث الإرهابية التي ضربت محافظة بابل
- تفجير الحلة 2005
- تفجير الحلة 2011
- تفجير الحلة 2014
- تفجير الحلة (مارس 2016)
- تفجير الحلة (نوفمبر 2016)

تفجيرات عام 2007
- تفجير تلعفر 2007
- تفجير آمرلي 2007
- تفجير أبي صيدا 2007